# 角質層
角質層（stratum corneum）是表皮最外層的部分，主要由15至20層沒有細胞核的死亡細胞組成。當這些細胞脫落時，底下面位於基底層的細胞會被推上來，形成新的角質層。以人類的前臂為例，每平方厘米表皮在每小時會有1300個角質層細胞脫落，形成微塵。會脫落的角質層外層又稱為分離層（stratum dysjunction）。
角質層的細胞內含有角蛋白（keratin）。它有助減少水分流失，甚至能吸收水分，使皮膚保持濕潤。由於水分子通過手腳心面的汗管逐漸散射到皮膚組織中，如此改變在皮膚中的電解質的化學平衡，同時改變了表皮下神經元突觸的電壓平衡，使它們更為迅速地觸發。神經元加速的觸發促使周圍的血管收縮，減少皮膚下的血液，也減少皮膚的張力，使皮下組織收縮起皺，不少動物（包括人類在內）的皮膚在浸泡於水中一段時間後會出現泡水起皱的現象。
角質層一般介於10至40微米不等，取決於其對應的身體部分需要多少保護。例如手掌、腳掌等與外界接觸、摩擦較多的部位，角質層會較厚。
爬蟲類動物的角質層屬永久性組織，只會在高速生長期間（如脫皮）才會脫落、更換。牠們的角質層含有β角蛋白，使其表皮遠較其他動物堅硬。

## 附加圖像

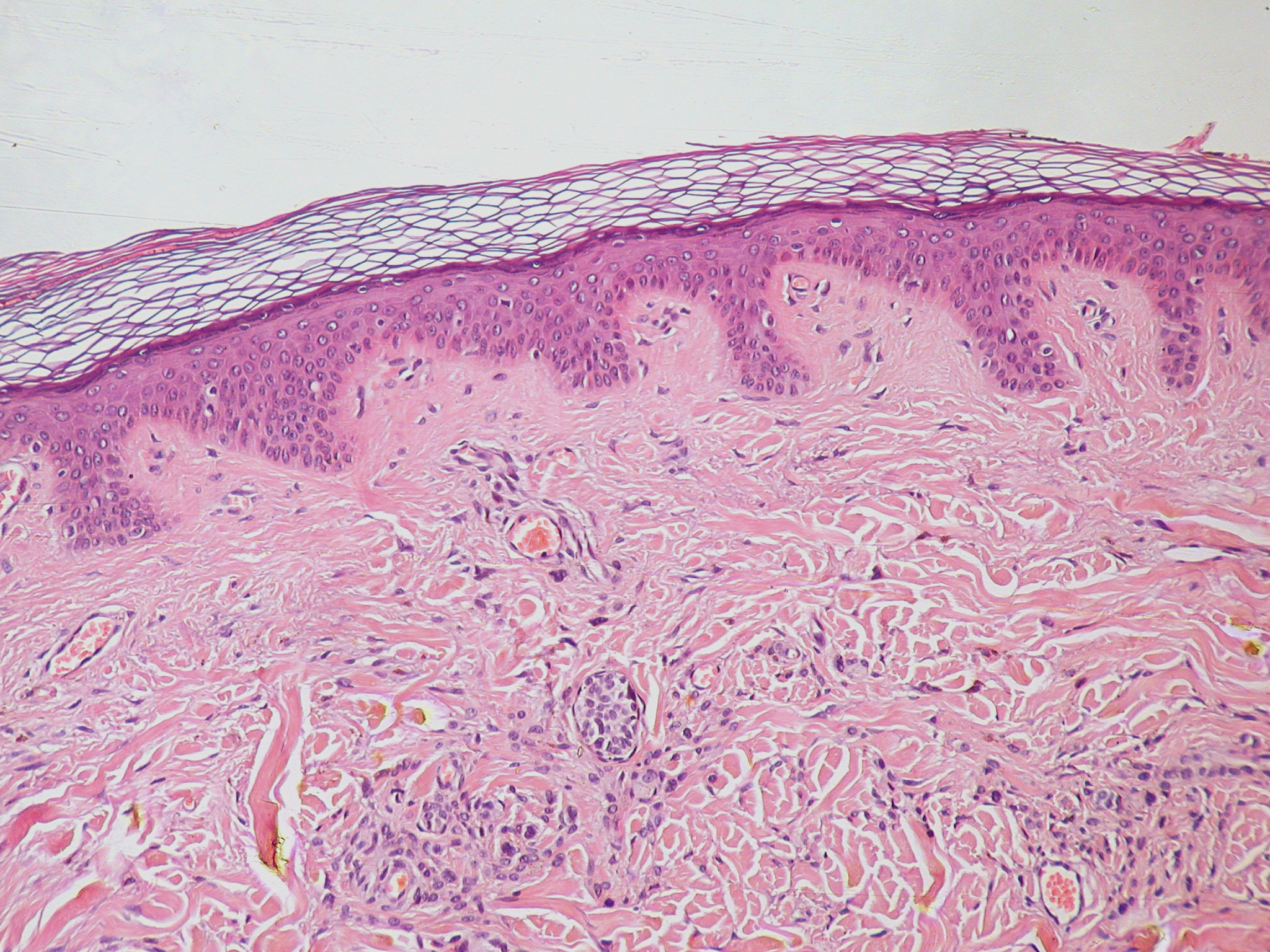
人類皮膚的表皮和真皮

## 延伸閱讀
- 表皮 (皮膚)
- Stratum granulosum
- Stratum spinosum（英语：Stratum spinosum）
- stratum corneum tryptic enzyme（英语：stratum corneum tryptic enzyme）